# 안성팜랜드
안성팜랜드는 경기도 안성시 공도읍 신두리에 있는 농업협동조합(농협)에서 직영하는 테마파크이자 체험 농장이다.

## 소개
농업협동조합에서 직영하는 테마파크이자 체험 농장으로 1969년 대한민국과 독일(당시 구 서독)의 합작으로 설립한 한독시범농장으로 출발하였으며 이후 안성농장으로 변경하고 현재의 이름으로 변경하였다. 공식명칭은 농협 안성팜랜드이며 현재 농협이 공유지로 직영을 하고있다.
현재 소, 면양, 돼지, 염소, 오리, 거위, 칠면조 등의 가축이 있으며 호밀, 유채꽃, 코스모스, 핑크뮬리 등이 계절별로 피어나고 있고 관람객들이 직접 가축을 만나면서 직접 먹이를 주는 체험을 하고있다.
주변에는 농협 안성교육원이 있다.

## 특징
소, 돼지, 면양, 염소, 오리, 거위, 칠면조 등 포유류 및 조류 가축이 있고 계절별로 호밀, 유채, 코스모스, 핑크뮬리가 피어나며 매년 봄에 호밀밭축제가 열리고 가을에는 코스모스 축제가 열리며 겨울에는 눈썰매장이 개장한다. 하지만 음식이 비싸고 맛이 없다.

## 현황
- 방목 목장
- 호밀밭
- 유채꽃밭(봄), 코스모스, 핑크뮬리(가을)
- 팜랜드 역사관
- 식당가
- 승마체험장(만 60세까지 가능)
- 농협교육원

## 같이 보기
- 농업협동조합